# Supercoppa di Croazia 2019
La Supercoppa di Croazia 2019 è stata la 12ª edizione di tale competizione. Si è disputata il 13 luglio 2019 allo Stadio Maksimir di Zagabria. La sfida ha visto contrapposti la Dinamo Zagabria, campione di Croazia, e il Rijeka, trionfatore nella Coppa di Croazia 2018-2019.
La vittoria è andata alla Dinamo Zagabria, che ha vinto il trofeo per la sesta volta nella sua storia.

## Le squadre
| Squadre         | Qualificazione                                         | Partecipazioni precedenti (il grassetto indica la vittoria) |
| --------------- | ------------------------------------------------------ | ----------------------------------------------------------- |
| Dinamo Zagabria | Vincitore della Prva hrvatska nogometna liga 2018-2019 | 9 (1993, 1994, 2002, 2003, 2004, 2006, 2010, 2013, 2014)    |
| Rijeka          | Vincitrice della Hrvatski nogometni kup 2018-2019      | 3 (2005, 2006, 2014)                                        |

## Tabellino
| Arbitro: | Zebec (Varaždin) |

|           |           |  |
| Gojak 41’ | Marcatori |  |

| Dinamo | Rijeka |

| P               | 40 | Dominik Livaković        |     |     |
| D               | 30 | Petar Stojanović         |     |     |
| D               | 31 | Marko Lešković           |     |     |
| D               | 55 | Dino Perić               |     |     |
| D               | 22 | Marin Leovac             |     |     |
| C               | 5  | Arijan Ademi             |     |     |
| C               | 14 | Amer Gojak               |     |     |
| C               | 92 | Damian Kądzior           |     |     |
| A               | 8  | Izet Hajrović            |     | 82’ |
| A               | 11 | Mario Gavranović         | 25’ | 65’ |
| A               | 99 | Mislav Oršić             |     | 92’ |
| A disposizione: |    |                          |     |     |
| P               | 1  | Danijel Zagorac          |     |     |
| D               | 32 | Joško Gvardiol           |     |     |
| C               | 20 | Iyayi Atiemwen           |     |     |
| C               | 27 | Nikola Moro              |     | 92’ |
| C               | 10 | Lovro Majer 82’ 83’, 85’ |     |     |
| A               | 21 | Bruno Petković           |     | 65’ |
| A               | 16 | Mario Šitum              |     |     |
| Allenatore:     |    |                          |     |     |
| Nenad Bjelica   |    |                          |     |     |

|                 |    |                      |     |     |
|                 |    |                      |     |     |
| P               | 12 | Simon Sluga          |     |     |
| D               | 26 | João Escoval         |     | 63’ |
| D               | 13 | Dario Župarić        |     |     |
| D               | 4  | Roberto Punčec       | 17’ |     |
| C               | 29 | Momčilo Raspopović   | 81’ |     |
| C               | 31 | Luka Capan           |     | 72’ |
| C               | 6  | Ivan Lepinjica       | 48’ | 85’ |
| C               | 14 | Ivan Tomečak         | 91’ |     |
| A               | 7  | Zoran Kvržić         |     |     |
| A               | 17 | Antonio Čolak        |     |     |
| A               | 20 | Alexander Gorgon     | 74’ |     |
| A disposizione: |    |                      |     |     |
| P               | 32 | Andrej Prskalo       |     |     |
| D               | 5  | Darko Velkoski       |     |     |
| C               | 14 | Boadu Maxwell Acosty |     |     |
| C               | 22 | Denis Bušnja         |     |     |
| C               | 10 | Domagoj Pavičić      |     | 63’ |
| C               | 22 | Tibor Halilović      |     | 72’ |
| A               | 18 | Robert Murić         |     | 85’ |
| Allenatore:     |    |                      |     |     |
| Igor Bišćan     |    |                      |     |     |